# Bauern-Prachtkäfer
Der Bauern-Prachtkäfer (Buprestis rustica)  ist ein Käfer aus der  Familie der Prachtkäfer. Die Gattung Buprestis ist in Europa mit drei Untergattungen und 14 Arten vertreten. Die Art Buprestis rustica gehört zur Untergattung Buprestis und tritt in Europa in der Unterart Buprestis rustica rustica auf. Buprestis rustica wird leicht mit Buprestis haemorrhoidalis verwechselt.
Der Käfer ist in Baden-Württemberg nicht gefährdet, aber als Prachtkäfer geschützt. In der roten Liste von Berlin-West und von Sachsen-Anhalt wird er unter der Kategorie 0 (ausgestorben oder verschollen) geführt. In der Roten Liste von Deutschland wird die Art nicht explizit aufgeführt, sie gehört aber nach der Bundesartenschutzverordnung als Prachtkäfer zu den besonders geschützten Arten.

## Bemerkungen zum Namen
Der Käfer wurde bereits 1758 von Linné in der berühmten 10. Ausgabe seiner Systema Naturae unter dem wissenschaftlichen Namen Buprestis rustica beschrieben, den er noch heute trägt.
Linné erwähnt dabei eine ältere Beschreibung von 1746 in der Fauna Svecica, in der jedoch noch nicht die Binominale Nomenklatur angewendet wird. Die Beschreibung von 1758 enthält keinen, die von 1746 nur einen vagen Hinweis darauf, weshalb Linné dem Käfer den Artnamen rustica gegeben haben könnte. Rusticus (lat.) bedeutete bäuerlich oder auf dem Land (lat.  rús) lebend. Der Lebensraum des Käfers liegt im montanen bis subalpinen Raum. In der Fauna Svecica findet man zu dem Käfer die Bemerkung habitat in sylvis ad aquas (lat. lebt in Wäldern an Wasser, also auf dem Land). Der deutsche Name Bauern-Prachtkäfer ist eine Übertragung des wissenschaftlichen Namens ins Deutsche. In der Literatur findet man auch die deutschen Namen Ländlicher Prachtkäfer oder kurz Bauer.
Die Gattung Buprestis wurde bereits bei Einführung der Binominalen Nomenklatur von Linné aufgestellt. Der Name altgr. Βούπρηστις Bōūprestis wurde schon im Altertum und  Mittelalter benutzt, allerdings für ein anderes Insekt, das auch in der Medizin verwendet wurde.
Sprachlich wird der Name Buprēstis aus altgr. βούς, bōūs, Rind, und πρήθω, prētho, “ich blähe auf” hergeleitet.
Ursprünglich wurde er für ein Insekt benutzt, welches das Aufblähen von Rindern und möglicherweise deren Tod hervorrief, wenn es versehentlich verschluckt wurde.
Da der Käfer in Farbe und Zeichnung stark variiert, wurde er mehrfach als neu oder als Varietät beschrieben, oder der landessprachlich übliche Name wurde latinisiert. So entstanden die Synonyme Buprestis lata Sulzer, 1776 (lat. lata für breit, deutscher Name Der Breite), Buprestis signaticeps Fleischer, 1887  (signāticeps von lat. signātus, gezeichnet und in Zusammensetzungen -ceps  von keltisch kep für Kopf, weil er nur am Kopf gelbe Flecke hat), Buprestis bisornata [[Antonín Fleischer|Fleischer]] 1887 (bisornātus von lat. bi oder bis, zweifach und ornatus, geschmückt, weil er an zwei Körperstellen gelbe Flecke trägt),  Buprestis bimaculata Kraatz, 1880 (lat. bimaculata für mit zwei Flecken), Buprestis obscura Schilsky, 1888 (lat. obscura für dunkel) oder Buprestis violacea De Geer, 1774 (lat. violacea für violett).
In der Literatur taucht der Käfer häufig unter dem Synonym Ancylochira rustica oder Ancylocheira rustica auf. Der Gattungsname Ancylochira geht auf Eschscholtz zurück, der die Großgattung Buprestis nach einem Schlüssel in mehr als ein Dutzend Gattungen zerlegte. In der Beschreibung der Gattung durch Eschscholtz findet man den Satz tibiis anticis maris unco reflexo (lat. an den Vorderschienen des Männchens mit einem rückgebogenen Haken). Dadurch erklärt sich der Gattungsname Ancyloch(e)ira aus altgr. αγκύλος „ankýlos“ für „gebogen, gekrümmt“ und χείρ „chēīr“ für „Hand“, in diesem Fall für „Vorderschiene“ und benennt den gespornten Vorderfuß (Abb. 13 oben).

## Merkmale des Käfers
|                                                              |                                                              |
| Abb. 1: Vorderansicht ♀                                      | Abb. 2: Seitenansicht                                        |
|                                                              |                                                              |
| Abb. 4: Unterseite                                           |                                                              |
|                                                              |                                                              |
| Abb. 3: Aufsicht                                             | Abb. 5: Vorderwinkel Brustschild                             |
|                                                              |                                                              |
| Abb. 6: Kopf Männchen rechts teilweise koloriert             | Abb. 7: Spitze der Flügeldecken von oben                     |
|                                                              |                                                              |
| Abb. 8: Schildchen                                           | Abb. 9: Winkel zwischen Hals- schild (P) und Flügeldecke (E) |
|                                                              |                                                              |
| Abb. 10: Unterkiefer mit Kiefertaster (grün)                 | Abb. 11: Unterlippe mit Lippen- taster (blau) nach Reitter   |
|                                                              |                                                              |
| Abb. 12: Letztes Hinterleibsternit untere Hälfte grün getönt | Abb. 13: Vorderschiene (Tarsenansatz links)                  |

Der Käfer wird zwölf bis zwanzig Millimeter lang. Er hat einen ungefähr kahnförmigen Umriss, der am Kopf breiter abgerundet ist und mit den Flügeldecken spitzer endet. Allerdings schließt der Halsschild nicht annähernd geradlinig an die  Flügeldecken an wie bei Buprestis haemorrhoidalis, sondern Halsschild (in Abb. 9 links Pronotum P) und Flügeldecken (in Abb. 9 rechts Elytren E) klaffen an den Seiten auseinander und bilden einen Winkel von etwa 60 Grad zueinander. Die Art gehört zu den flacheren Arten der Gattung. Die Farbe variiert stark. Gewöhnlich sind die Tiere oberseits dunkelgrün bis blaugrün, man findet aber auch heller grüne, hell erzfarbene, kupferfarbene, violette, stahlblaue bis schwarze Exemplare. Außerdem können sie stellenweise purpurfarben schimmern (beispielsweise im Taxobild nahe dem Rand der Flügeldecken im hinteren Bereich). Teilweise hängt die Farbe vom Einfallswinkel der Beleuchtung ab. Die Körperunterseite ist heller, kupferglänzend oder grünlich. Gelbe Flecke auf der Unterseite und im vorderen Bereich des Kopfes findet man gewöhnlich nur bei den Männchen. Wenn gelbe Stellen auf der Brust oder am Analsternit auftauchen, dann sind sie klein, während sie bei Buprestis haemorrhoidalis eine größere Ausdehnung zeigen.
Der Kopf ist schräg zur Körperachse nach unten geneigt. Er ist dicht runzelig punktiert. Die Stirn ist undeutlich längs gefurcht. Die Augen sind groß und wenig gewölbt. Sie berühren die Basis der Mandibeln nicht. Die elfgliedrigen Fühler sind weit voneinander entfernt vor den Augen in kleinen und ungezähnten Fühlerhöhlen eingelenkt. Sie sind dunkel metallisch. Bei Männchen und Weibchen unterscheiden sie sich kaum. Sie sind dünn und ab dem dritten Glied sind sie nach innen schwach gesägt. Die Oberlippe ist etwa quadratisch und vorn leicht ausgeschnitten (in Abb. 6, rechte Hälfte grün). Die beim Männchen gelb gefleckten Oberkiefer (in Abb. 6, rechts blau getönt) sind kräftig, nur leicht gebogen und zweizähnig. Aufbau und Form des Unterkiefers mit dem Kiefertaster (in Abb. 6, rechts rot) ist in Abbildung 10 zu sehen. Das letzte Kiefertasterglied ist nicht beilförmig, sondern am Ende kaum erweitert und etwa gleich groß wie das davor liegende dritte Glied. Unterlippe und Lippentaster zeigt Abbildung 11. Das Lippentasterendglied ist eiförmig und abgestutzt.
Der Halsschild ist kurz vor der Basis am breitesten und kräftig punktiert. Er ist gut doppelt so breit wie lang und an den Seiten abgeflacht. Die Verengung nach vorn ist stärker gerundet als bei Buprestis   haemorrhoidalis. Die scharfe Seitenrandleiste des Halsschilds (in Abb. 5 mit B gekennzeichnet) reicht bis zum Vorderrand (in Abb. 5 mit A gekennzeichnet) und bildet mit diesem einen mehr oder weniger deutlichen Winkel. In der Mitte ist der Halsschild grob und dicht, am Rand runzelig punktiert. Der Vorderrand ist schwach, die Basis deutlich zweibuchtig. Jederseits ist der Halsschild auf der hinteren Hälfte mehr oder weniger deutlich grübchenartig eingedrückt. Die Hinterecken sind etwas nach hinten gerichtet und scharf rechtwinklig.
Das Schildchen ist ziemlich klein und rundlich bis queroval (Abb. 8).
Die Flügeldecken sind hinter der Mitte allmählich zugespitzt. Sie sind nicht gleichmäßig gewölbt, sondern tragen Quereindrücke. Sie sind punktiert gestreift. Die Streifen sind als Rillen tiefer eingeschnitten als bei Buprestis haemorrhoidalis. In den Streifen ist die Punktierung tief, die oben abgeflachten Zwischenräume sind je mit einer unregelmäßigen Reihe flacherer Punkte versehen. Die Punkte sind vor allem gegen die Mitte der Flügeldecken hin spärlich und fein, am Flügeldeckenrand ist die Punktierung runzlig. Die Spitze ist schräger nach innen abgestutzt als bei Buprestis haemorrhoidalis. Beide Arten tragen am Außenwinkel und am Nahtwinkel ein gewöhnlich wenig auffälliges Zähnchen (Abb. 7, in Abb. 3 oben rechte Flügeldeckenende untypisch).
Die Unterseite ist vorn dichter, nach hinten weniger dicht punktiert und grau behaart (Abb. 4 und Abb. 2 oben). Das Prosternum ist zwischen den Vorderhüften nach hinten verlängert (Prosternalfortsatz). Der Prosternalfortsatz endet in einer Vertiefung des Metasternums, die sich in einer Längsnaht fortsetzt. Es ist jedoch kein Mechanismus zum Hochschnellen wie bei den Schnellkäfern ausgebildet. Unter den Flügeldecken sind acht Tergite sichtbar. Das letzte Sternit endet beim Männchen etwas konkav abgestutzt und trägt seitlich je einen kleinen gelben Fleck (in Abb. 12 links, die normalerweise verdeckten Geschlechtsorgane sind hier ausgestülpt); beim Weibchen ist das letzte Abdominalsternit hinten schwach doppelbuchtig gewellt und ohne Fleck (in Abb. 12 rechts, nur bei voller Vergrößerung erkennbar).
Die Hinterhüften sind nach innen erweitert. Die Tarsen sind alle fünfgliedrig. Die Hintertarsen sind verhältnismäßig schmal, das erste Glied ist länger als das zweite. Die Klauen sind nicht gespalten oder gezähnt, sondern einfach. Beim Männchen sind die Vorderschenkel verdickt, die Schienen leicht gekrümmt und an der Spitze innen mit einem scharfen nach hinten gerichteten Zahn bewaffnet (Abb. 13). Dies erleichtert ihm die Umklammerung des Weibchens während der Paarung.

## Biologie
Die Käfer fliegen in den heißen Mittagsstunden im späten Sommer an den Wirtspflanzen. Der Höhepunkt der Flugzeit liegt in Mitteleuropa im August, der Käfer wird deswegen als späte Sommerart eingestuft. Der Käfer wird in Mitteleuropa von Juni bis September gefunden. In Finnland lagen die Fänge bei einer Untersuchung zwischen 26. Juni bis Mitte August.
Die Art entwickelt sich in Nadelhölzern, hauptsächlich Fichte, Tanne und Kiefer, seltener Lärche. Für die Eiablage werden gefällte oder absterbende Stämme und Strünke benutzt. Das Vorhandensein oder Fehlen von Rinde ist unwesentlich, selbst oberflächlich angekohlte Bäume halten den Käfer nicht von der Eiablage ab und behindern nicht die Entwicklung der Larven. Die Larvengänge verlaufen nicht in der Borke, sondern in den darunterliegenden Bastschichten oder im Splintholz. Es wird eine Entwicklungszeit von zwei Jahren angenommen. Die adulten Tiere benagen Nadeln. Sowohl die Fresstätigkeit der Imagines als auch die Bohrtätigkeit der Larven ist gewöhnlich forstwirtschaftlich unerheblich. In der Literatur ist nur die Schädigung unbehandelter Eisenbahnschwellen auf der Insel Öland bekannt.

## Gefährdung und Schutz
Der Käfer ist stellenweise nicht selten, andererseits fehlen an vielen ehemaligen Fundorten aktuelle Nachweise. Zum Schutz wird empfohlen, in mittleren und höheren Lagen verstärkt Alt- und Totholz nicht zu entfernen, sondern umfangreiche Gebiete naturnah oder gar nicht zu bewirtschaften.

## Verbreitung
Der Bauern-Prachtkäfer ist eine euro-sibirische Art. In Europa kommt er montan bis subalpin von Skandinavien bis nach Südeuropa vor, fehlt aber auf den Mittelmeerinseln, außerdem in Portugal und den Beneluxländern sowie einigen Stadtstaaten. Er ist im Allgemeinen jedoch eher selten.